# 1993 FNS歌謡祭
『1993 FNS歌謡祭』（1993 エフエヌエスかようさい）は、フジテレビ系列で1993年12月7日19:00 - 21:54（JST）に生放送された通算22回目の『FNS歌謡祭』。

## 概要
- 引き続き、会場がグランドプリンスホテル新高輪「飛天」にて生放送。
- トップバッターは、中森明菜「愛撫」

## 出演者

### 司会
- 露木茂（当時：フジテレビアナウンサー）
- 楠田枝里子

### 出演アーティスト
- 工藤静香
- 小泉今日子
- 香西かおり
- 鈴木雅之
- CHAGE and ASKA
- THE 虎舞竜
- とんねるず
- 中森明菜
- 中山美穂
- 長山洋子
- 平松愛理
- 藤あや子
- 藤井フミヤ
- 前田亘輝
- 松田聖子
- 観月ありさ
- 森高千里
- 山根康広

太字は当年のNHK『第44回NHK紅白歌合戦』にも出場した歌手である。

## スタッフ
- 制作：石田弘
- 構成：玉井貴代志／高須晶子
- 音楽：広瀬健次郎
- 美術制作：石鍋伸一朗
- デザイン：越野幸栄
- 美術進行：太田浩
- 大道具：山本悌睦
- アートフレーム：佐藤信廣
- 電飾：渡辺信一
- 視覚効果：渡部宏一
- アクリル装飾：塚田直樹
- フラワーアート：長崎由利子
- 植木装飾：森慶申
- 装飾：村木隆
- 持道具：大里誠一
- メイク：水野聖子
- 楽器：岩崎滋
- タイトル：山形憲一
- 技術：佐藤五十一
- カメラ：加藤文也
- 音声：柴田賢司
- 映像：西野健二
- 照明：谷川富也／植松晃一、三浦雅哉（FLT）
- PA：高橋栄一（共立）
- バリライト：笹谷敦（バリライトアジア）
- 16面マルチ：丸山明道（MCJ）
- カムリモート：ダブルビジョン
- クレーン：明光、ケーズシー
- 音響効果：川嶋明則（OCBプロ）
- VTR編集：頼信良三（IMAGICA）、国分義文（共同テレビ）
- CGタイトル：平正昭（リンクス）
- 広報：山本政己
- TK：土田芳美、舟岡由紀
- 東京メディアシティ中継
  - 技術協力：ニユーテレス
  - ディレクター：港浩一
- 八王子中継
  - 制作協力：共同テレビジョン
  - ディレクター：深瀬雄介
- 福岡中継
  - 制作協力：テレビ西日本
  - ディレクター：小西康弘
  - プロデューサー：後藤正行
- 香川中継
  - 制作協力：岡山放送
  - ディレクター：小林延行
- フジテレビ第2スタジオ
  - 技術：堀田満之
  - ディレクター：森正行
- ディレクター：川口哲生
- 演出：大前一彦
- 総合演出・プロデューサー：井上信吾
- 協力：グランドプリンスホテル新高輪
- 制作：フジテレビ第二制作部
- 制作著作：フジテレビ